# 瓜連町
瓜連町（うりづらまち）は、茨城県那珂郡に置かれていた町である。

## 地理
- 河川：久慈川、玉川
- 湖沼：古徳溜池、静溜池

### 隣接していた自治体
- 那珂郡那珂町
- 常陸太田市
- 常陸大宮市

## 歴史

### 沿革
- 1889年（明治22年）4月1日 - 町村制施行により、那珂郡瓜連村が発足。
- 1918年（大正7年）6月12日 - 瓜連駅が開業。
- 1934年（昭和9年）6月10日 - 町制を敷き、瓜連町となる。
- 1953年（昭和28年）5月18日 - 国道118号が制定。
- 1955年（昭和30年）3月31日 - 旧・瓜連町と、静村の一部（静・下大賀）が合併し、新・瓜連町が発足。
- 1999年（平成11年）6月1日 - 那珂郡大宮町と境界変更。
- 2005年（平成17年）1月21日 - 那珂町に編入、即日市制が敷かれ那珂市となる。

### 行政区域変遷
- 変遷の年表

| 瓜連町町域の変遷（年表） | 瓜連町町域の変遷（年表） | 瓜連町町域の変遷（年表）                                                                                                 |
| 年                       | 月日                     | 旧瓜連町町域に関連する行政区域変遷                                                                                       |
| ------------------------ | ------------------------ | --- |
| 1889年（明治22年）       | 4月1日                   | 町村制施行により、以下の村が発足。 - 瓜連村 ← 瓜連村・中里村・古徳村 - 静村 ← 上村田村・下村田村・石沢村・静村・下大賀村 |
| 1934年（昭和9年）        | 6月10日                  | 瓜連村は町制施行し瓜連町となる。                                                                                         |
| 1955年（昭和30年）       | 3月31日                  | 瓜連町と、静村の一部（静・下大賀）が合併し、瓜連町が発足。                                                               |
| 1957年（昭和32年）       |                          | 那珂町の一部（鹿島の一部）を編入。                                                                                       |
| 2005年（平成17年）       | 1月21日                  | 瓜連町は那珂町に編入され、消滅。 - 即日、那珂町は市制施行し那珂市となる。                                                |

- 変遷表

| 瓜連町町域の変遷表 | 瓜連町町域の変遷表 | 瓜連町町域の変遷表 | 瓜連町町域の変遷表  | 瓜連町町域の変遷表                           | 瓜連町町域の変遷表           | 瓜連町町域の変遷表 | 瓜連町町域の変遷表 |
| 1868年 以前        | 1868年 以前        | 明治22年 4月1日    | 明治22年 - 昭和19年 | 昭和20年 - 昭和64年                          | 平成元年 - 現在              | 現在               |                    |
| ------------------ | ------------------ | ------------------ | ------------------- | -------------------------------------------- | ---------------------------- | ------------------ | ------------------ |
|                    | 瓜連村             | 瓜連村             | 昭和9年6月10日 町制 | 昭和30年3月31日 瓜連町                       | 平成17年1月21日 那珂町に編入 | 那珂市             |                    |
|                    | 中里村             | 瓜連村             | 昭和9年6月10日 町制 | 昭和30年3月31日 瓜連町                       | 平成17年1月21日 那珂町に編入 | 那珂市             |                    |
|                    | 古徳村             | 瓜連村             | 昭和9年6月10日 町制 | 昭和30年3月31日 瓜連町                       | 平成17年1月21日 那珂町に編入 | 那珂市             |                    |
|                    | 静村               | 静村 の一部        | 静村の一部          | 昭和30年3月31日 瓜連町                       | 平成17年1月21日 那珂町に編入 | 那珂市             |                    |
|                    | 下大賀村           | 静村 の一部        | 静村の一部          | 昭和30年3月31日 瓜連町                       | 平成17年1月21日 那珂町に編入 | 那珂市             |                    |
|                    | 鹿島村の一部       | 木崎村 の一部      | 木崎村の一部        | 昭和30年3月31日 那珂町 昭和32年 瓜連町に編入 | 平成17年1月21日 那珂町に編入 | 那珂市             |                    |

## 行政
- 町長 - 関谷哲生

## 地域

### 教育
- 瓜連町立瓜連小学校
- 瓜連町立瓜連中学校

## 交通

### 道路
一般国道
- 国道118号

主要地方道
- 茨城県道31号瓜連馬渡線
- 茨城県道61号日立笠間線

一般県道
- 茨城県道104号那珂瓜連線
- 茨城県道168号静常陸大宮線
- 茨城県道317号瓜連停車場線

### 鉄道
- 東日本旅客鉄道
  - ■水郡線
    - 瓜連駅 - 静駅

### バス
高速バス
新宿・東京 - 常陸大宮・大子線（茨城交通）
路線バス
水戸駅 - 大宮営業所（茨城交通）

## その他
- 平成の大合併前に存在した自治体の中では茨城県内で最も面積が小さい自治体であった。
- 国道118号沿いにコンビニエンスストアが数店ある以外は、広範囲に展開するような大規模チェーン店などは殆ど存在しなかった。那珂市と合併後、町の中心部から少し離れた場所（前述の国道118号沿い）にスーパーのチェーン店（カスミ）が開業している。
- 町の中にあり、地域住民の心の拠り所にもなっている常福寺の境内に瓜連城の遺構が残っている。瓜連城は建武3年・延元元年（1336年）楠木正家によって築かれた。 久慈川に面した低地を望む台地の北端に築かれている。 現在の常福寺境内一帯が瓜連城跡で、隣にある保育園の北東側に特に遺構が良好に残っている。現在残る遺構では広大な単郭の城で、保育園の裏から南北に空堀が残り、北の台地の中腹からは南東方向に横堀となって続いている。